# خريطة متساوية المساحات

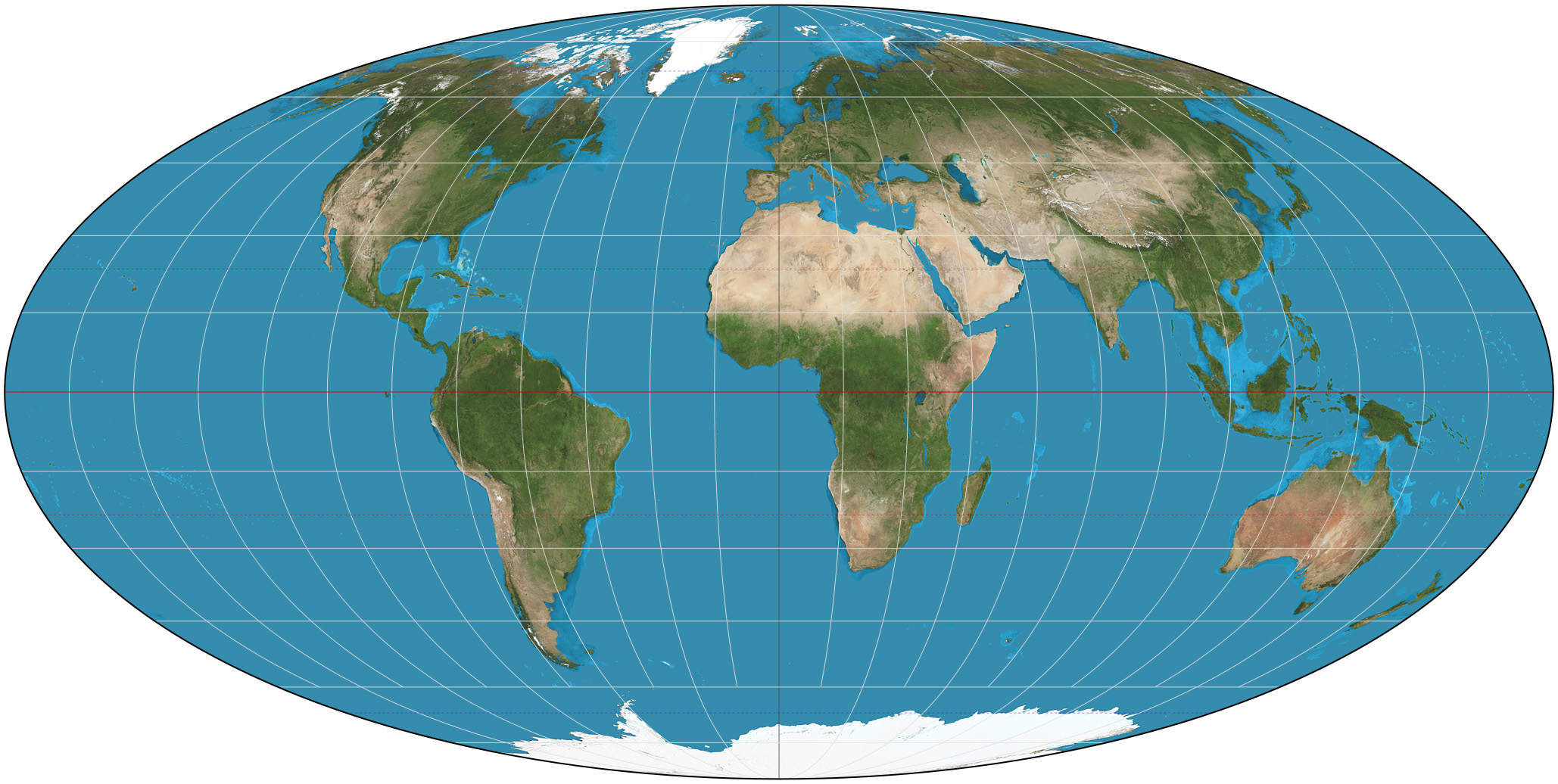
إسقاط مولفيده متساوي المساحات

في إسقاط الخرائط، تحتفظ الخرائط متساوية المساحات بقياس المساحة، وتشوه الأشكال بشكل عام من أجل القيام بذلك. يسمى الإسقاط المتساوي المساحات أيضًا بالإسقاط المكافئ. لا يمكن أن يكون إسقاط متساوي المساحات تشكيليا ولا يمكن أن يكون الإسقاط التشكيلي متساوي المساحات.
تم تطوير العديد من الإسقاطات المكافئة في محاولة لتقليل تشويه البلدان والقارات على كوكب الأرض، مع الحفاظ على ثبات المساحة. تُستخدم الإسقاطات المكافئة على نطاق واسع ل الخرائط الموضوعية [الإنجليزية] التي توضح سيناريوهات توزيع مثل توزيع السكان، وتوزيع الأراضي الزراعية والمناطق الغابية... وما إلى ذلك.

## التطبيقات

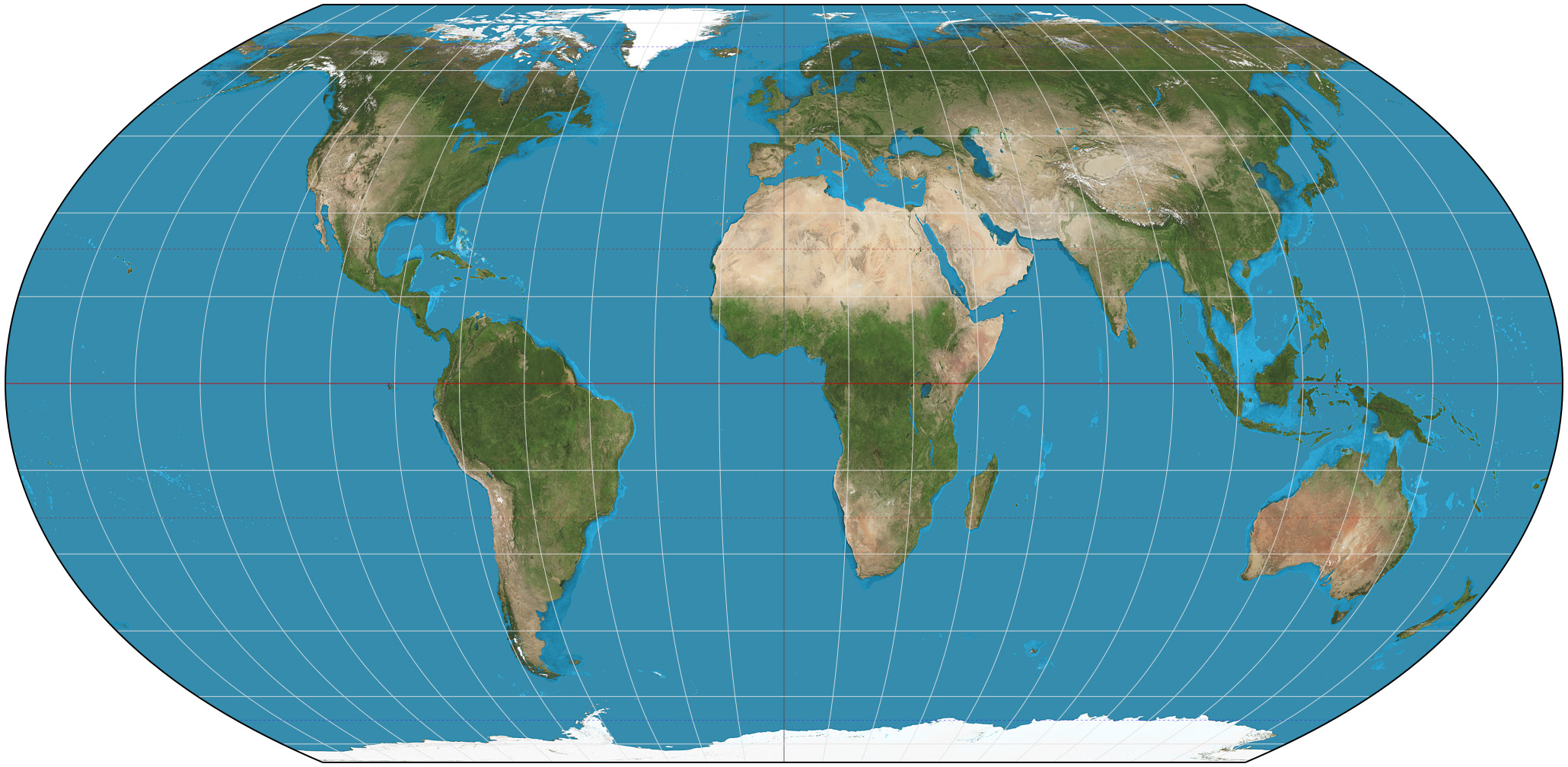
إسقاط إيكوال إيرث، خريطة متساوية المساحات.

يقتضي التمثيل متساوي المساحات أن منطقة اهتمام [الإنجليزية] في جزء معين من الخريطة ستحافظ على مساحتها لو نقلت أي جزء آخر من الخريطة.

### الشبكة الإحصائية
يشير مصطلح «الشبكة الإحصائية» إلى شبكة متقطعة [الإنجليزية] (عالمية أو محلية) لتمثيل متساوي المساحات، تُستخدم لتصوير البيانات، و الترميز الجغرافي [الإنجليزية] والتحليل المكاني الإحصائي. 

## قائمة المساقط متساوية المساحات
هذه بعض الإسقاطات التي تحافظ على المساحات:
- ألبرز المخروطي
- بون
- بوتوملي
- كولنغتون
- أسطواني متساوي المساحات
- إيكرت الثاني،  الرابع والسادس
- إسقاط إيكوال إيرث
- إسقاط ماكبرايد توماس الرباعي مسطح القطب [3]
- غال – بيترز
- غود
- هامر
- هوبو–داير
- لامبرت سمتي متساوي المساحات
- لامبرت أسطواني متساوي المساحات
- مولفيده
- جيبي
- ستريب 1995
- إسقاط سنايدر متعدد السطوح متساوي المساحة، يستخدم في الشبكة الجيوديسية.
- توبلير إهليلجي فائق
- فيرنر

## أنظر أيضا
- قائمة إسقاطات الخريطة